# Hans Kruuk
Hans Kruuk és un ecòleg del comportament, naturalista i autor neerlandès. El 1964 va acabar el seu doctorat a la Universitat d'Oxford amb una tesi sobre el comportament de les gavines i els seus depredadors. El seu director de tesi va ser Niko Tinbergen, del qual va publicar una biografia el 2003 amb el títol Niko's Nature. La seva recerca sobre la hiena tacada (Crocuta crocuta) al Serengeti és un clàssic que va demostrar que les hienes són depredadores i no només carronyaires com es pensava. És considerat un gran expert en toixons. És professor honorari de la Universitat d'Aberdeen.

## Publicacions
Kruuk va publicar 120 obres científiques i 7 llibres:
- The spotted hyena, predation and social behavior (1972)
- The social badger (1989)
- Wild otters (1995)
- Otters, ecology, behaviour and conservation (2006)
- Hunter and hunted (2002)
- Niko’s Nature (2003)